# Rhynchium
Rhynchium (лат. , от др.-греч. ῥυγχίον «хоботок», «рыльце») — род одиночных ос (Eumeninae). Более 50 видов.

## Распространение
Тропики Старого Света и 5 видов в Палеарктике. Для СССР указывался 1 вид. В Европе 1 вид.

## Описание
Среднего размера (1-2 см) осы. Гнёзда в полых стеблях растений (например, бамбука, тростника), ходах насекомых — ксилофагов и т. д. Взрослые самки охотятся на гусениц для откладывания в них яиц, в которых в будущим появится личинка осы.

## Классификация
Более 50 видов.
- Rhynchium acromum Giordani Soika, 1952
- Rhynchium annuliferum Boisduval, 1835
- Rhynchium ardens Walker, 1871
- Rhynchium atrissimum Vecht, 1968
- Rhynchium atrum Saussure, 1852
- Rhynchium australense Perkins, 1914
- Rhynchium bandrense Dusmet, 1930
- Rhynchium bathyxanthum Vecht, 1963
- Rhynchium brunneum (Fabricius, 1793)
- Rhynchium oculatum (Fabricius, 1781) — Европа.
- Rhynchium quinquecinctum (Fabricius, 1787) — Дальний Восток России, Япония[2].
- Другие виды